# 강효종
강효종(2002년 10월 14일 ~ )은 상무 야구단,KIA 타이거즈의 투수이다.

## LG 트윈스시절
2021년에 입단하였다. 2022년 10월 7일 NC 다이노스와의 경기에 선발 등판하며 데뷔 첫 경기를 치렀고, 경기에서 5이닝 2실점을 기록했다.

## KIA 타이거즈시절
2024년 11월 19일 장현식의 보상으로 이적하였다.

## 상무 시절
2025년 입단  하였다

## 출신 학교
- 경기 저동초등학교 (일산서구리틀)
- 충암중학교
- 충암고등학교